# Chiesa di Santa Lucia (Padova)
La chiesa di Santa Lucia, ufficialmente chiesa del Corpus Domini o dell'adorazione perpetua, è un edificio religioso settecentesco situato in via Santa Lucia, già Contrà delle Zattere, a Padova. Condivide il sagrato con la Scuola di San Rocco. È una delle chiese più antiche della città. Attualmente è una Rettoria dipendente dalla parrocchia di San Nicolò, ed è l'unica chiesa in città in cui si pratica l'adorazione eucaristica perpetua.

## Storia

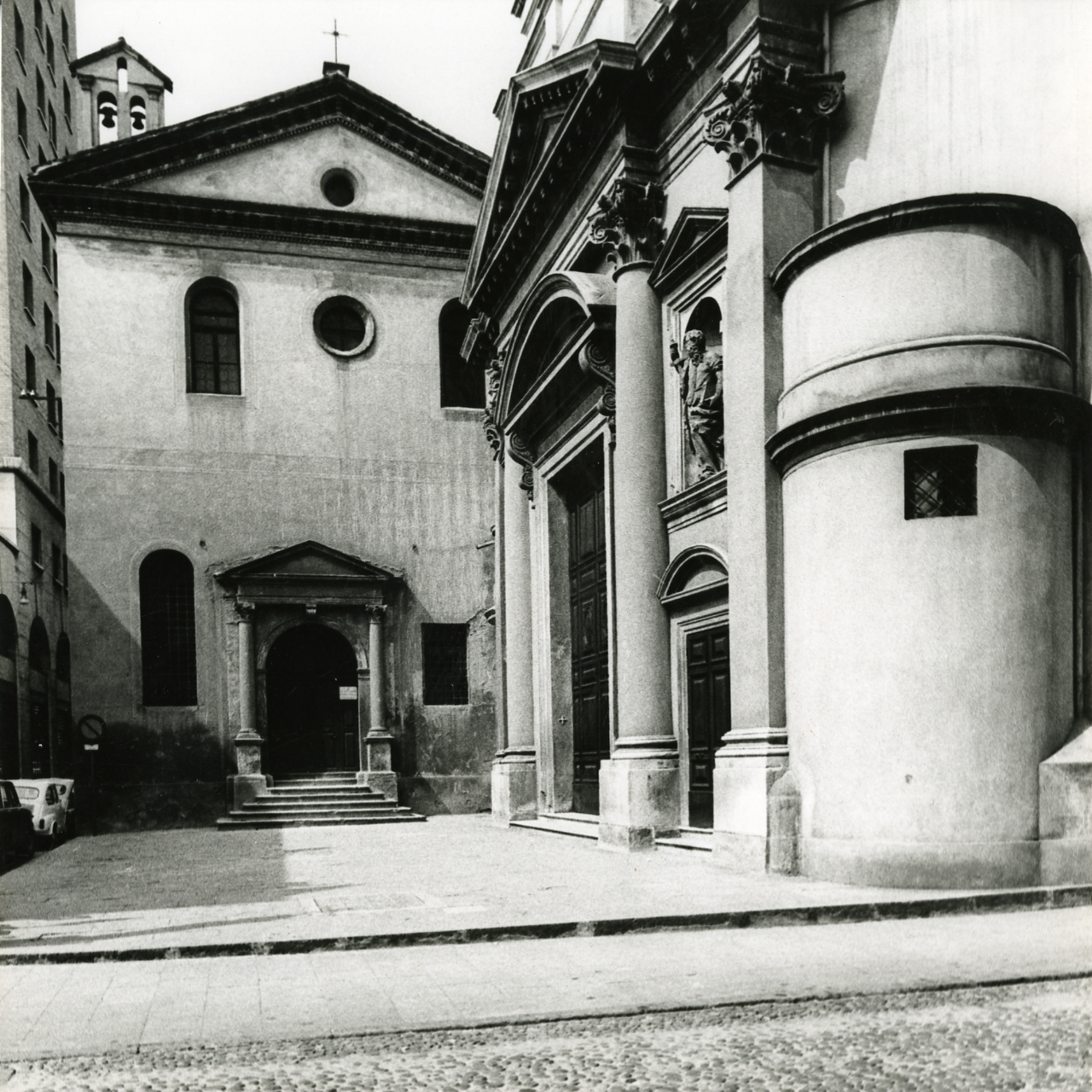
La Chiesa di Santa Lucia (a destra) e la Scuola di San Rocco in una foto di Paolo Monti del 1967. Fondo Paolo Monti, BEIC.

Annoverata tra le più antiche chiese della città, è ricordata in un documento del 964. Citata in altri atti (978, 1130, 1178), nel 1308 diviene parrocchia. L'antico edificio, probabilmente a navata unica, orientato levante-ponente fu danneggiato da un crollo del campanile nel 1634, che distrusse presbiterio e sacrestia. Agli inizi del Settecento si procedette ad una ricostruzione complessiva e della vecchia chiesa si conservò l'orientamento, se non qualche muratura e la canna del campanile. La ricostruzione di avviò nel 1711 e si protrasse sino al 1730 a causa di alcune controversie nate con i Confratelli della vicina Scuola di San Rocco. Il cantiere seguì il progetto di Sante Benato, discepolo di Girolamo Frigimelica che secondo numerosi critici intervenne direttamente nella stesura progettuale, anche se ciò non sembra essere documentato.
La chiesa perso il titolo parrocchiale nell'Ottocento, è divenuta sede dell'adorazione perpetua della città assumendo il titolo del Corpus Domini.
Nella chiesa si trova il sepolcro della famiglia Minello de Bardi, che ebbe in Antonio e Giovanni celebri scultori. Vi è sepolto anche il discepolo ed amico del Petrarca Lombardo della Seta e Giovannantonio Volpi personaggio di primo piano nel panorama culturale patavino del Settecento, il quale ha curato centinaia di edizioni stampate nella tipografia da lui stesso fondata e affidata al libraio Giuseppe Comino.

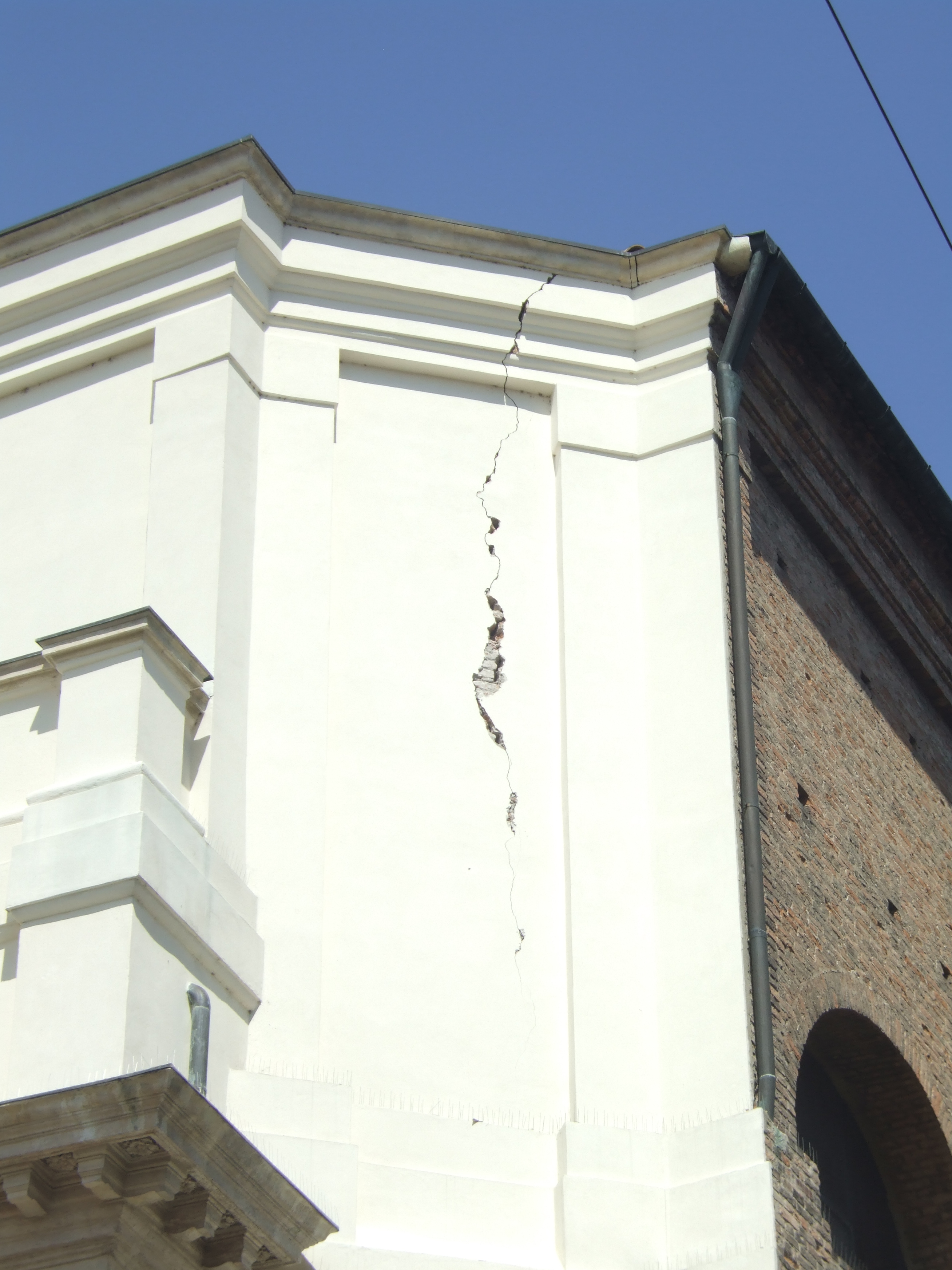
Particolare della facciata con la vistosa crepa causata dal terremoto del 2012.

La chiesa fu sede delle fraglia dei frutaroli e dei calegari.
Il 3 giugno 2012 la chiesa è stata gravemente danneggiata da una delle scosse di terremoto che hanno colpito il territorio dell'Emilia; la struttura era già stata segnata dal precedente 29 maggio. Al momento della scossa (9:03) la chiesa era occupata da una trentina di fedeli, che hanno poi partecipato alla Messa delle ore 10:00. La chiesa poi è stata chiusa: la facciata è stata dichiarata ad alto rischio di crollo da parte di specialisti (ingegneri e architetti) mandati sul luogo per effettuare verifiche specifiche.
Dopo impegnativi lavori di consolidamento statico, la chiesa è stata ufficialmente riaperta al culto dal vescovo Claudio Cipolla il 18 giugno 2017, in occasione della solennità del Corpus Domini; contestualmente è stata riavviata l'adorazione perpetua.

## Descrizione

### Esterno

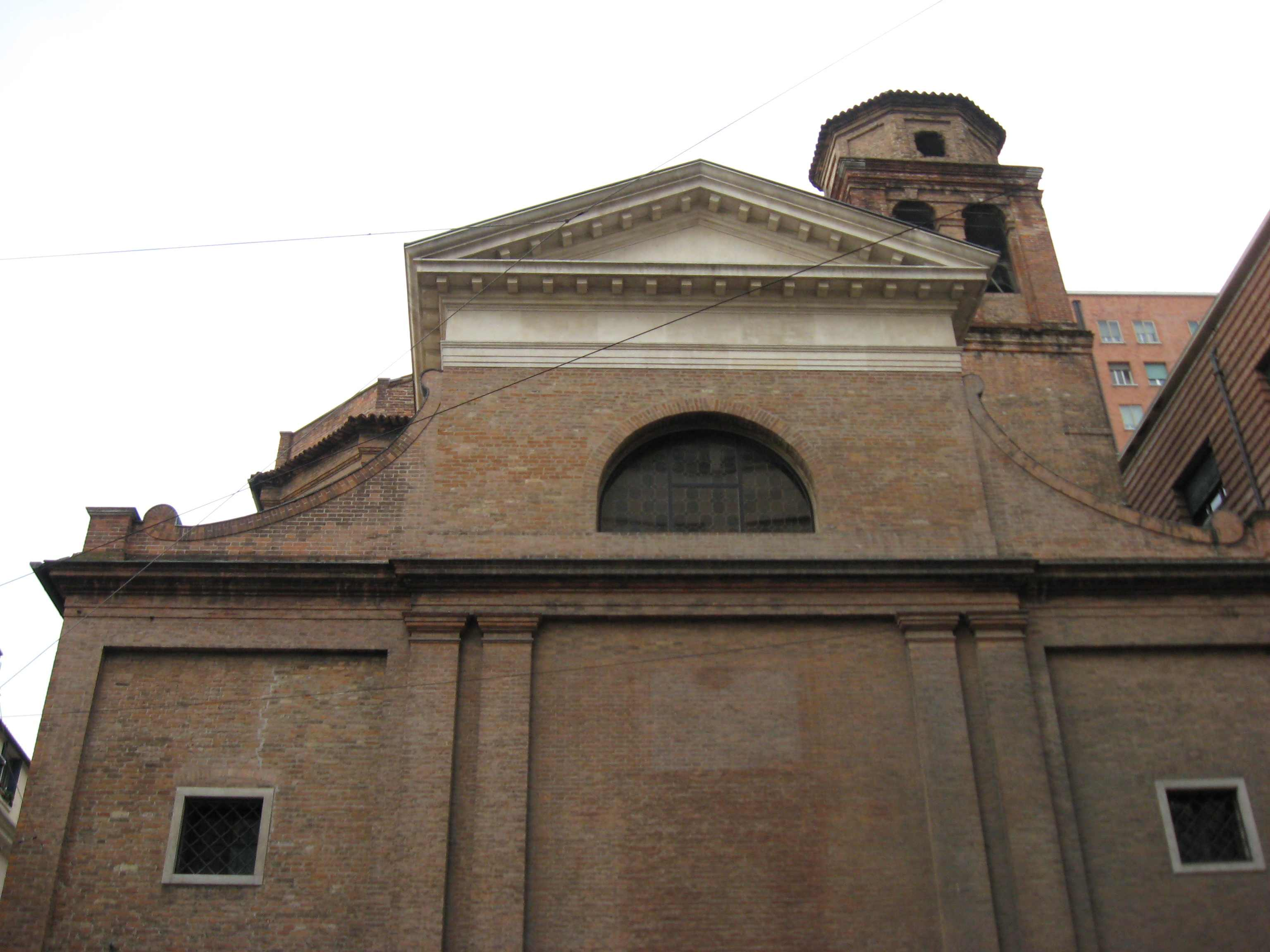
Vista posteriore della chiesa.

L'imponente facciata, con monumentale frontone sostenuto da grandi semi colonne e paraste di ordine gigante sulla quale si apre il grande portale con timpano curvilineo, ingentilisce la severa struttura sulla quale sembra appoggiarsi, non rispettandone le maggiori dimensioni, alterandone quindi la percezione. Sulle edicole, statue settecentesche raffiguranti santi Pietro e Paolo. Sotto, due portali minori.
Sul lato destro, lungo la severa parete oltre al piccolo portale laterale, è posto l'epitaffio di Lombardo dalla Seta ora in avanzato stato di deperimento.
Il tozzo campanile si erge verso l'Hospitium Angeli.

### Interno

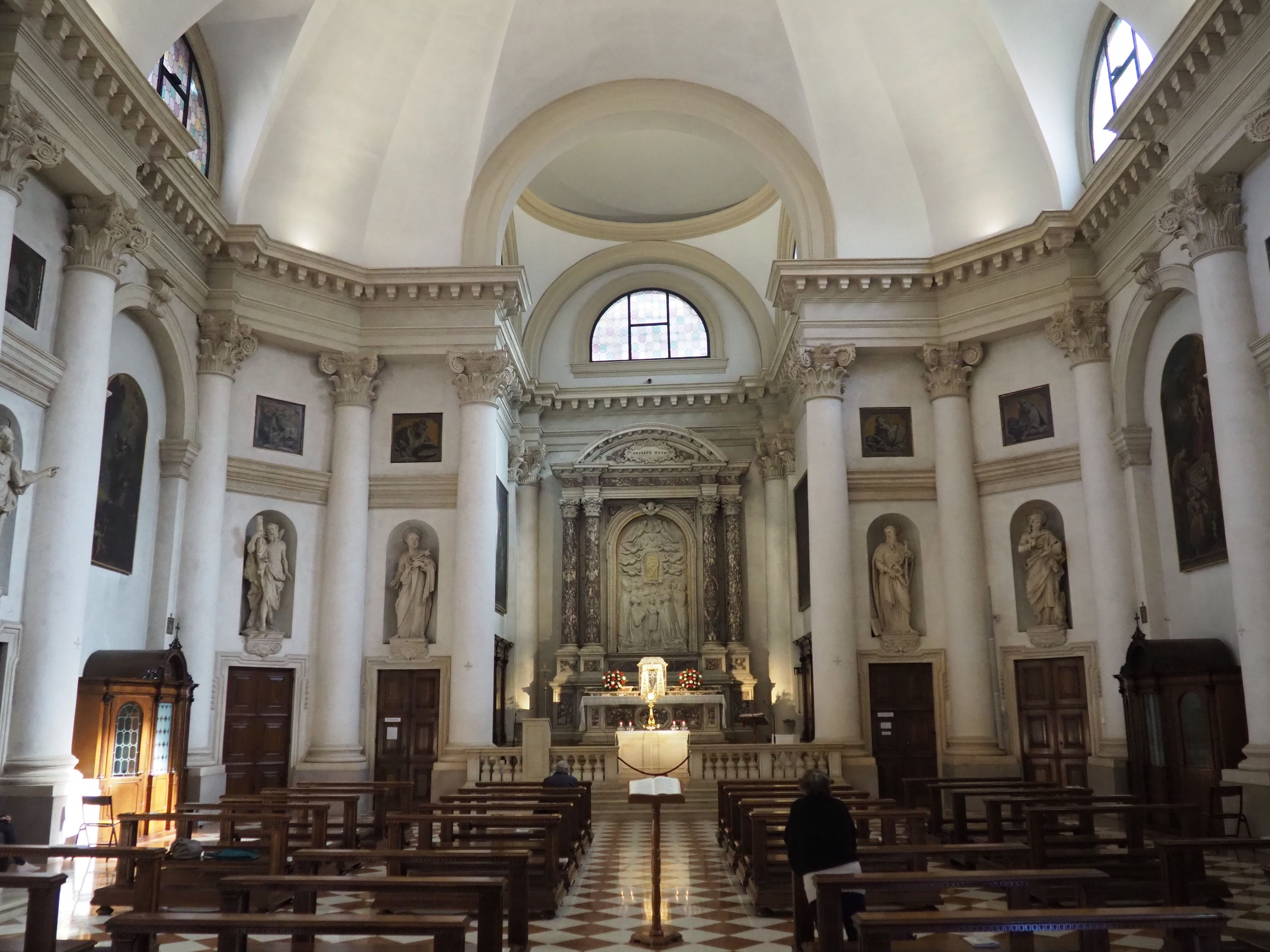
L'interno della chiesa, verso l'altare maggiore.

L'aula rigorosa, illuminata da numerose finestre termali è pressoché rettangolare, anche se le angolature sono smussate per permettere il susseguirsi di semi colonne corinzie e di dodici nicchie che ospitano altrettante statue degli apostoli (6 a destra e 6 a sinistra), opere di Giovanni ed Antonio Bonazza, Giacomo Contiero, Antonio da Verona e Giuseppe Casetti. Corrispondenti alle nicchie monocromi di Giacomo Ceruti "il pitocchetto" raffiguranti i quattro Evangelisti (San Luca è opera di Giovambattista Tiepolo), i quattro protettori di Padova e i quattro dottori della chiesa latina. Del Ceruti è anche la pala dell'altare maggiore, raffigurante la Vergine con san Rocco e santa Lucia ora posta lungo la navata e sostituita con una moderna opera di Amleto Sartori (Chiesa orante e glorificazione dell'eucaristia). Alle pareti dell'abside quadrangolare (coperto da cupola) altri due teleri con il Battesimo e La Resurrezione di Cristo, di mano ignota. Lungo la navata sono presenti pregevoli opere: la Presentazione al tempio di Domenico Campagnola, San Giuseppe e Santi di Antonio De Pieri “lo Zoppo Vicentino” e L'Incredulità di San Tommaso di Alessandro Varotari. Sull'altare di destra è esposta una pregevole Madonna orante del Sassoferrato mentre su quello sinistro un crocifisso ligneo di Giovanni Bonazza.

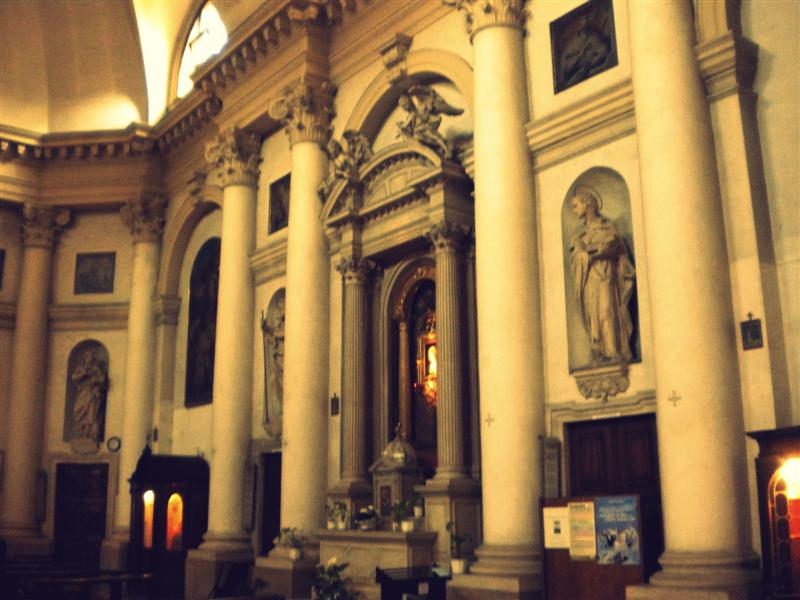
L'altare della Vergine, con il dipinto del Sassoferrato.

### Organo a canne
Nel settecento la chiesa fu dotata di organo callidiano, posto in una ricca cassa sulla cantoria in controfacciata. Lo strumento fu con molta probabilità alterato nei secoli seguenti. Nel 1956 la ditta Malvestio, su commissione del Rettore don Angelo Varotto, ricostruì lo strumento. La parte fonica antica fu utilizzata per comporre parte del I manuale. Venne inaugurato domenica 10 febbraio 1957.
L'organo è composto da 1020 canne ed è a trasmissione elettrica.
La mostra è costituita da un'unica cuspide formata da 27 canne del registro di Principale 8' con bocche a scudo ad andamento contrario. Ai lati della cassa, vi sono dodici canne del registro di Bordone 8' del Pedale disposte in due ali simmetriche.
La consolle, posta nei pressi del presbiterio, ha due tastiere di 61 note ciascuna ed una pedaliera concavo-radiale di 32.